# Menophra nycthemeraria
Menophra nycthemeraria é uma espécie de insetos lepidópteros, mais especificamente de traças, pertencente à família Geometridae.
A autoridade científica da espécie é Geyer, tendo sido descrita no ano de 1831.
Trata-se de uma espécie presente no território português.